# Proiecție Fischer

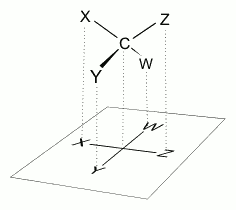
Proiecție a unei molecule tetraedrice pe o suprafață plană.

Vizualizarea unei proiecții Fischer.

Proiecția Fischer, concepută de Hermann Emil Fischer în 1891, este o metodă de reprezentare bidimensională a unei molecule tridimensionale de compus organic prin proiecție. Proiecțiile Fischer au fost la origine propuse pentru reprezentarea carbohidraților și folosite de către chimiști, mai exact în chimia organică și în biochimie. Folosirea acestor proiecții la alți compuși în afara carbohidraților este descurajată, deoarece reprezentările grafice sunt în majoritate ambigue.

## Convenții
Toate legăturile non-terminale sunt reprezentate ca linii orizontale sau verticale. Catena de carbon este reprezentată vertical, atomii de carbon aflându-se la intersecția liniilor. Orientarea catenei de carbon se face astfel încât carbonul C1 să fie primul de sus.  Într-o aldoză, carbonul din grupa aldehidă este C1; într-o cetoză, carbonul din grupa cetonă are numărul cel mai mic posibil (este de obicei C2). 